# Elisabeth von Rosen
Elisabeth von Rosen (født 11. januar) er en dansk skuespillerinde. Balletelev på Det Kongelige Teaters Balletelevskole 1974-1979. 
Studier i Paris 1982. Arbejdede bl.a. som danser i tv-serien “Les Brigades du Tigres”. Skuespiluddannelse fra Statens Teaterskole i 1987. Samme år spillede hun hovedrollen i Karen Blixen’s Ringen, DR’s tv-filmatisering. Yderligere samme år scenedebut  som Julie i “ Romeo og Julie” instrueret at Birgitte Price. 
Har medvirket i div. teaterproduktioner på Det Ny Teater, ABC Teatret, Amagerscenen, Det kgl. Teater, Gråbrødrescenen, Boltens Gård, Café Teatret, Gladsaxe Teater, Det Danske Teater, Folketeatret og Holbæk Teater. 
Endvidere tv-serier for DR/ Miso film/ Sam produktions bl.a Bryggeren, Rejseholdet, Ørnen, Broen, 1864 og Kastanjemanden (fra Netflix). Har desuden lavet Radioteater, indlæsning mm. 

## Legater
Har modtaget adskillige legater bl.a: 
- Bikubens “gule kort” ( Reumert’s talentpris)
- Inge Dams rejselegat.
- Karen Bergs mindelegat.
- Preben Neergaards legat.
- Preben Uglebjergs rejselegat.

## Filmografi (tv-serier)
- Bryggeren (1996-1997)
- Rejseholdet (2000-2003)
- Ørnen (2004)
- Nynne (2005)
- 2900 Happiness (2007)

## Teater
- Debuterede i titelrollen i "Romeo og Julie" på Det ny Teater i 1987.